# 공개 시장
공개 시장(公開市場) 또는 개방형 시장(영어: open market)은 자유 경제의 상황을 다루는 경제 용어 또는 여러 금융 업무들 사이에 거래한 유가증권력을 자세히 두루쓰는 금융 용어이다.

## 같이 보기
- 자유 무역
- 자유 시장
- 자금시장